# Carlos Villagra
Carlos Villagra (Luque, Paraguay, 22 de agosto de 1976) es un exfutbolista paraguayo. Jugaba como delantero. Actualmente es director técnico en el Club 24 de Septiembre de Areguá.

## Trayectoria
El delantero paraguayo debutó en el profesionalismo en el Club Libertad a sus veinte años, sin muchas oportunidades pasó a Cerro Porteño. Luego de pasar por otros clubes volvió al Libertad en 2001. Fuera de su país jugó en Coquimbo Unido de Chile en 1999, en el Municipal de Guatemala en 2002, en Ecuador con LDU de Quito en 2004, en Bolivia con Oriente Petrolero en 2005. Luego de recorrer el continente llegaría a Colombia lugar donde supo triunfar y ser figura, llegó al Deportivo Pasto debutando ante Atlético Huila con gol, en 2006. Ese mismo año salió goleador del equipo colombiano con 13 goles y se coronó campeón del Torneo Apertura.
Su excelente año en Pasto le dio la oportunidad de salir a Millonarios en 2007, y luego a Atlético Nacional en 2008, dos grandes del Fútbol Colombiano.  En 2009 volvería a su País para ser campeón con el Cerro Porteño y en el 2010 de nuevo de vuelta a Colombia jugó en Deportes Quindío, Atlético Huila y Deportivo Pereira en el apertura 2011 colombiano. 
El junio de 2011, luego de arreglar su salida del Deportivo Pereira, se dio la llegada al club que lo trajo al fútbol Colombiano y donde es ídolo, el Deportivo Pasto que estaba en segunda división, posteriormente ascendió con su ayuda y la de otros jugadores nuevamente a la serie A después de realizar una impecable campaña en la B siendo considerado como un ídolo del club

## Clubes
| Club              | País      | Año         | Goles |
| ----------------- | --------- | ----------- | ----- |
| Libertad          | Paraguay  | 1996        | 3     |
| Cerro Porteño     | Paraguay  | 1996 - 1997 | 6     |
| Sportivo Luqueño  | Paraguay  | 1998        | 1     |
| Coquimbo Unido    | Chile     | 1999        | ?     |
| 12 de octubre     | Paraguay  | 1999 - 2000 | 0     |
| Libertad          | Paraguay  | 2001        | 5     |
| Municipal         | Guatemala | 2002 - 2003 | 4     |
| Club Nacional     | Paraguay  | 2004        | 6     |
| LDU de Quito      | Ecuador   | 2004        | 6     |
| Oriente Petrolero | Bolivia   | 2005        | 13    |
| Deportivo Pasto   | Colombia  | 2006        | 19    |
| Millonarios       | Colombia  | 2007        | 14    |
| Atlético Nacional | Colombia  | 2008        | 8     |
| Cerro Porteño     | Paraguay  | 2009        | 1     |
| Sportivo Luqueño  | Paraguay  | 2009        | 3     |
| Deportes Quindío  | Colombia  | 2010        | 3     |
| Atlético Huila    | Colombia  | 2010        | 3     |
| Deportivo Pereira | Colombia  | 2011        | 5     |
| Deportivo Pasto   | Colombia  | 2011        | 5     |
| Sportivo Luqueño  | Paraguay  | 2012        | 0     |
| Sport Colombia    | Paraguay  | 2012        | 2     |

## Palmarés

### Campeonatos nacionales
| Título          | Club            | País     | Año  |
| --------------- | --------------- | -------- | ---- |
| Torneo Clausura | Cerro Porteño   | Paraguay | 1996 |
| Torneo Apertura | Cerro Porteño   | Paraguay | 1997 |
| Torneo Apertura | Deportivo Pasto | Colombia | 2006 |
| Torneo Apertura | Cerro Porteño   | Paraguay | 2009 |
| Primera B       | Deportivo Pasto | Colombia | 2011 |